# 667 Denise
667 Denise eller 1908 DN är en asteroid i huvudbältet, som upptäcktes 23 juli 1908 av den tyska astronomen August Kopff i Heidelberg. Ursprunget till namnet är okänt.
Asteroiden har en diameter på ungefär 82 kilometer.